# Parassito
Nella Grecia antica, il parassito (in greco παράσιτος) indicava una persona onorata della mensa comune; tipicamente si trattava di sacerdoti o di cittadini distinti. Plutarco (Solon, 24) riferisce di cittadini mantenuti a spese dello Stato nel Pritaneo come fu ad esempio Cleone che venne onorato del privilegio del vitto dopo la vittoria contro i Lacedemoni nella Battaglia di Sfacteria, nel 425 a.C., durante la Guerra del Peloponneso.
La voce parassito nel senso originario è attestata dal grammatico Ateneo (Δειπνοσοφιταί, 234-236). 
L'etimo è il verbo παρα-σιτέω, che significa "mangio insieme con, sono commensale di" e «indicava in origine prevalentemente il 'commensale', colui che mangia a spese del suo ospite ma che di fatto non gli causa danni (anzi porta lustro all'ospite, come nel caso dei poeti)». 
Luciano (De parasito) invece attesta un uso spregiativo della parola, che si riscontra anche nel derivato παρασιτία "arte del parassito, bassa adulazione".
In latino, părăsītus indicava il "convitato, commensale". E dal IV secolo a.C. spesso fu usato in senso spregiativo, come "parassita, scroccone" il quale, per mangiare gratis, fa l'adulatore e il buffone. Si trova in questa accezione presso Cicerone ed altri autori.
Quando la cultura greca si diffuse a Roma il parassito divenne carattere tipico della commedia con la funzione di «far ridere scimmiottando i gesti e le parole dei personaggi delle prime parti». Sempre a Roma, esistette una società di mutuo soccorso tra artisti denominata Parasiti Apollinis. In principio, durante l'età repubblicana fu formata solo da artisti poveri cui erano date solo parti secondarie; poi, durante l'età imperiale e sotto la protezione del dio del canto e della musica Apollo, anche dagli artisti principali.